# الجر بني هادي (عبس)

تعديل مصدري - تعديل

الجر بني هادي هي إحدى قرى عزلة مطولة بمديرية عبس التابعة لمحافظة حجة، بلغ تعداد سكانها 1054 نسمة حسب تعداد اليمن لعام 2004.